# Pfaffenhofen an der Glonn
Pfaffenhofen an der Glonn település Németországban, azon belül Bajorországban. Lakosainak száma 2301 fő (2023. december 31.).

## Népesség
A település népessége az elmúlt években az alábbi módon változott:
| Lakosok száma | 350  | 485  | 1013 | 1345 | 1823 | 1998 | 2098 | 2118 | 2284 | 2301 |
|               | 1875 | 1950 | 1975 | 1987 | 2012 | 2014 | 2016 | 2017 | 2021 | 2023 |